# Ricarda Funk
Ricarda Funk, född 15 april 1992 i Bad Neuenahr-Ahrweiler, är en tysk kanotist som tävlar i kanotslalom.
Vid olympiska sommarspelen 2020 i Tokyo tog Funk guld i K-1.